# 南哈里卡恩鎮區 (伊利諾伊州費耶特縣)
南哈里卡恩鎮區（英語：South Hurricane Township）是位於美國伊利諾伊州費耶特縣的一個行政鎮區。

## 地方資料
根據2010年美國人口普查的數據，南哈里卡恩鎮區的面積為70.10平方千米，當中陸地面積為70.10平方千米，而水域面積為0.00平方千米。當地共有人口304人，而人口密度為每平方千米4.34人。